# Igor Mišina
Igor Mišina (ur. 29 kwietnia 1951 w Liptowskim Mikułaszu) – słowacki duchowny luterański.
Od roku 2000 do roku 2006 piastował urząd biskupa Wschodniego systryktu Ewangelickiego Kościoła Wyznania Augsburskiego na Słowacji.